# 범이론적 행동변화단계 모형

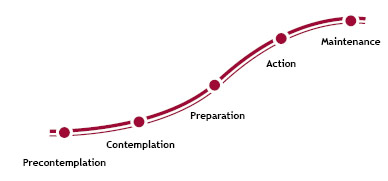

범이론적 행동변화단계 모형(Transtheoretical Model of Behavior Change, TTM)은 행동 변화에 대한 일반적이고 광범위한 이론적 모델로 새로운 건강 행동에 대한 개인의 준비 상태를 평가하고 개인을 지도하기 위한 전략 또는 변화 과정을 제공하는 통합 요법 이론이다.  이 모델은 변화의 단계, 변화의 과정, 변화의 수준, 자기 효능감 및 의사 결정 균형을 주요 구성으로 하는 주요한 건강신념모델(HBM)중 하나로 언급된다.

## 같이 보기
- 제임스 프로차스카
- 계획행동이론(Theory of Planned Behavior)
- 기대-가치 이론